# Ernest Turk
Ernest Turk, slovenski zgodovinar, * 16. december 1895, Ljubljana, † 21. februar 1979, Ljubljana.

## Življenje in delo
Turk je osnovno šolo in gimnazijo (1906–1914) obiskoval v Ljlubljani, nato je študij zemljepisa in zgodovine, do vpoklica k vojakom, nadaljeval na univerzi v Gradcu. Boril se je na soški in ruski fronti. Leta 1916 je prešel k Rusom in se priključil jugoslovanskim prostovoljcem; boril se je v Dobrudži in na solunski fronti, 1919 pa sodeloval pri vojaških operacijah na Koroškem. Leta 1920 je nadaljeval študij v Ljubljani in tu doktoriral z disertacijo o freisinški posesti. V letih 1923−27 je bil asistent na historičnem seminarju Filozofski fakulteti v Ljubljani, od 1927-54 pa srednješolski profesor v Ljubljani. Velja za prvega asistenta na Zgodovinskem oddelku Filozofske fakultete. Pisal je zlasti o značilnostih preporodovskega gibanja na Slovenskem v zadnjih dveh letih pred 1. svet. vojno in prostovolcih. Skupaj z J. Jesenikom in R. Paulinom je uredil zbornik Dobrovoljci kladivarji Jugoslavije 1912-1918 (COBISS)